# NGC 6521A
NGC 6521A في الفهرس العام الجديد، هي مجرة، تقع في كوكبة التنين. اكتشفت بواسطة هاينريش لويس دريست.

## روابط خارجية
- NGC 6521A على موقع ويكي سكاي: DSS2, SDSS, GALEX, IRAS, Hydrogen α, X-Ray, Astrophoto, Sky Map, Articles and images